# William Least Heat-Moon
William Least Heat-Moon, també anomenat William Lewis Trogdon (Kansas City, 27 d'agost de 1939) és un escriptor de viatges i historiador estatunidenc d'ascendència irlandesa, anglesa i osage. És autor de diversos bestsellers de topografia i viatges pels Estats Units.

## Biografia
Least Heat-Moon té ancestres mixtes euroamericans i amerindis que es reflecteixen en els seus noms: el nom de la família Trogdon ve del seu llinatge euroamericà i el nom Heat-Moon reflecteix el seu llinatges amerindi i deriva de l'experiència de la seva família en la tribu pseudoameríndia Tribu de Mic-O-Say. El pare de William és Heat-Moon, el seu germà gran és Little Heat-Moon, i ell és per tant Least Heat-Moon. Nascut a Kansas City (Missouri), Least Heat-Moon va créixer a Missouri i estudià a la Universitat de Missouri, on va obtenir la llicenciatura, el màster i el doctorat en anglès, així com una llicenciatura en fotoperiodisme. Era membre del capítol Beta-Theta de Tau Kappa Epsilon, i també va exercir com a professor d'anglès a la universitat.
Actualment resideix a Rocheport (Missouri), una petita vila al comtat de Boone (Missouri), al llarg del riu Missouri unes 10 milles a l'oest de Columbia.

## Obres
Blue Highways, que va estar 42 setmanes en la llista de bestsellers del New York Times en 1982–83, és una crònica d'un viatge de tres mesos de durada per carretera que Heat-Moon va fer al llarg dels Estats Units en 1978 després d'haver perdut el seu treball de mestres i s'havia separat de la seva primera esposa. Explica com va viatjar 13.000 milles, la majoria per les carreteres secundàries (que assenyala sovint en mapes en blau, sobretot al vell estil de l'Atles de Carreteres de Rand McNally), i va tractar d'evitar ciutats. Vivia a la seva camioneta i va visitar ciutats petites, com Nameless (Tennessee); Hachita (Nou Mèxic); i les Bagley (Minnesota) per trobar llocs als Estats Units no tocats per les cadenes de menjar ràpid i carreteres interestatals. El llibre registra trobades memorables a cafeteries de carretera i la recerca d'alguna cosa més gran que ell mateix.
PrairyErth és un relat en mapa topogràfic de la història i poblament del comtat de Chase (Kansas).
River-Horse és un relat d'un viatge de Least Heat-Moon de quatre mesos en bot de costa a costa a través dels Estats Units en què viatjava gairebé exclusivament en vies navegables des de l'Atlàntic fins al Pacífic, amb vora de 5.000 milles seguint els viatges dels primers exploradors com Henry Hudson i Lewis i Clark.
Columbus in the Americas (2002) és la breu història dels viatges de Cristòfor Colom.
Roads to Quoz (2008) és un altres "llibre de carretera," però es diferencia de les seves anteriors obres en el sentit que "no és un llarg viatge per carretera, sinó una sèrie de viatges més curts" fets en els últims anys entre llibres. Robert Sullivan de la New York Times Book Review comentava que Least Heat-Moon celebra "la casualitat i el desordre alegre".
Here, There, Elsewhere (2013) reuneix els relats de viatges de Least Heat-Moon format curt.
An Osage Journey to Europe 1827-1830 (2013) conté els relats de sis osages que van viatjar a Europa en 1827, acompanyats per tres nord-americans; va ser traduït a l'anglès per Least Heat-Moon i James K. Wallace.